# 莊𥜃
莊襗（1458年—？），字誠之，號鶴溪，直隸常州府武進縣人，明朝政治人物。

## 生平
應天府鄉試第二十一名舉人。弘治九年（1496年）中式丙辰科會試第五十二名，三甲第一百七十七名進士。授直隸寶坻縣知縣，創修城墻。陞戶部主事，出為河間府知府，陞山東參議，仍留治府事。因忤劉瑾罷官。嘉靖初年，應詔上陳江南十事，朝廷特命有司施行。

## 家族
曾祖莊秀九；祖父莊林；父莊斌，前母濮氏；前母汪氏；母張氏。永感下。